# Clubiona australiaca
Clubiona australiaca är en spindelart som beskrevs av Gábor von Kolosváry 1934. Clubiona australiaca ingår i släktet Clubiona och familjen säckspindlar. Inga underarter finns listade i Catalogue of Life.